# 2015 PY330
2015 PY330 est un objet transneptunien considéré comme cubewano, de magnitude absolue 5,87 encore mal connu, ayant un arc d'observation de seulement 21 jours.
Son diamètre est estimé à 320 km ce qui pourrait le qualifier comme un candidat au statut de planète naine.